# Schiavinatoite
La schiavinatoite (simbolo IMA: Shv) è un minerale molto raro appartenente alla famiglia dei "borati" con composizione chimica Nb(BO4).
Il minerale è l'analogo del niobio della béhierite, con la quale forma una serie mista.

## Etimologia e storia
La schiavinatoite deve il suo nome al mineralogista italiano Giuseppe Schiavinato (1915 - 1996), che sostenne lo sviluppo della mineralogia in Italia.

## Classificazione
Nella classica nona edizione della sistematica dei minerali di Strunz, aggiornata dall'Associazione Mineralogica Internazionale (IMA) fino al 2009, elenca la schiavinatoite nella classe "6. Borati" e nella sottoclasse "6.A Monoborati"; questa viene ulteriormente suddivisa in base alla struttura e agli anioni coinvolti nella composizione del minerale, in modo da trovare la schiavinatoite nella sezione "6.AC B(O,OH)4, senza e con anioni aggiuntivi; 1(T), 1(T)+OH, ecc." dove forma il sistema nº 6.AC.15 insieme a béhierite.
Tale classificazione viene mantenuta anche nell'edizione successiva, proseguita dal database "mindat.org" e chiamata Classificazione Strunz-mindat.
Nella Sistematica dei lapis (Lapis-Systematik) di Stefan Weiß la schiavinatoite si trova nella classe dei "nitrati, carbonati e borati" e da lì nella sottoclasse dei "monoborati"; qui è nella sezione dei monoborati con struttura "[BO4]5-- e [B(OH)4] 1--tetraedri" dove forma il sistema nº V/G.07 insieme a sinhalite, pseudosinhalite e béhierite.
Anche la classificazione dei minerali secondo Dana elenca la schiavinatoite nella famiglia dei "carbonati, nitrati e borati"; qui è nella classe dei "borati anidri" e nella sottoclasse dei "borati anidri con [struttura] (A)2+XO4" dove forma il sistema nº 24.01.02 insieme alla béhierite.

## Abito cristallino

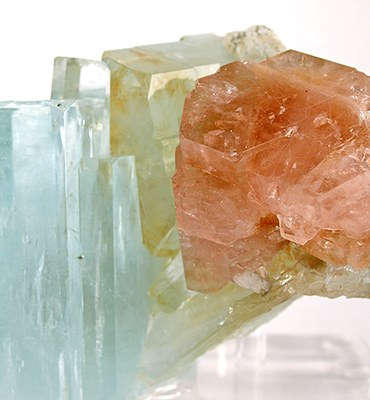
Esemplare di schiavinatoite su matrice di quarzo e rubellite (Madagascar)

La schiavinatoite cristallizza nel sistema tetragonale con il gruppo spaziale I41/amd (gruppo nº 141) con i parametri reticolari a = 6,219 Å e c = 5,487 Å, oltre ad avere 4 unità di formula per cella unitaria.

## Origine e giacitura
La schiavinatoite è un minerale molto raro ed è stato trovato in cavità miarolitiche dove è associata ad apatite, béhierite, danburite, elbaite-fluor-liddicoatite, feldspato, pollucite, quarzo, rhodizite e spodumene.
La schiavinatoite è stata rinvenuta solo nella sua località tipo, la miniera "Antsongombato" nel distretto di Betafo in Madagascar; sempre in questo Stato, il minerale è stato trovato anche nella miniera di pegmatite "Tetezantsio-Andoabatokely", sempre distretto di Betafo.

## Forma in cui si presenta in natura
Generalmente la schiavinatoite si presenta come porzioni di cristalli prismatici tetragonali dipiramidali, intercalati con béhierite e di dimensioni fino a 2 cm.
I cristalli hanno lucentezza vitrea e colore da grigio-rosa a incolore; il suo striscio sulla mattonella di prova è bianco.